# Вёртс, Терри Уэйн
Терри Уэйн Вёртс (англ. Terry Wayne Virts) — астронавт НАСА. Совершил два космических полёта к  Международной космической станции — на шаттле «Индевор» в качестве пилота, на корабле «Союз ТМА-15М» в качестве бортинженера.

## Рождение и образование

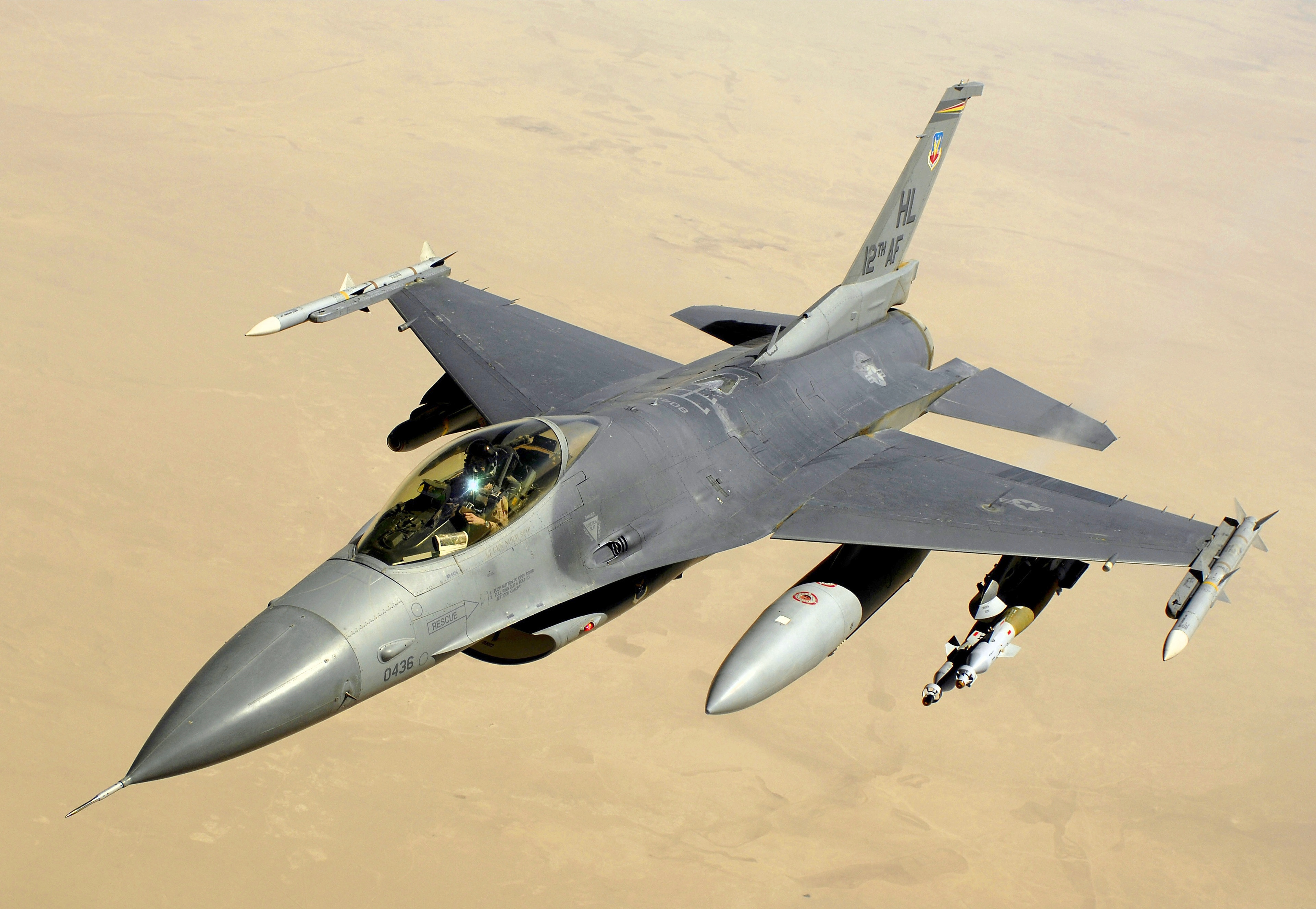
F-16 в полёте.

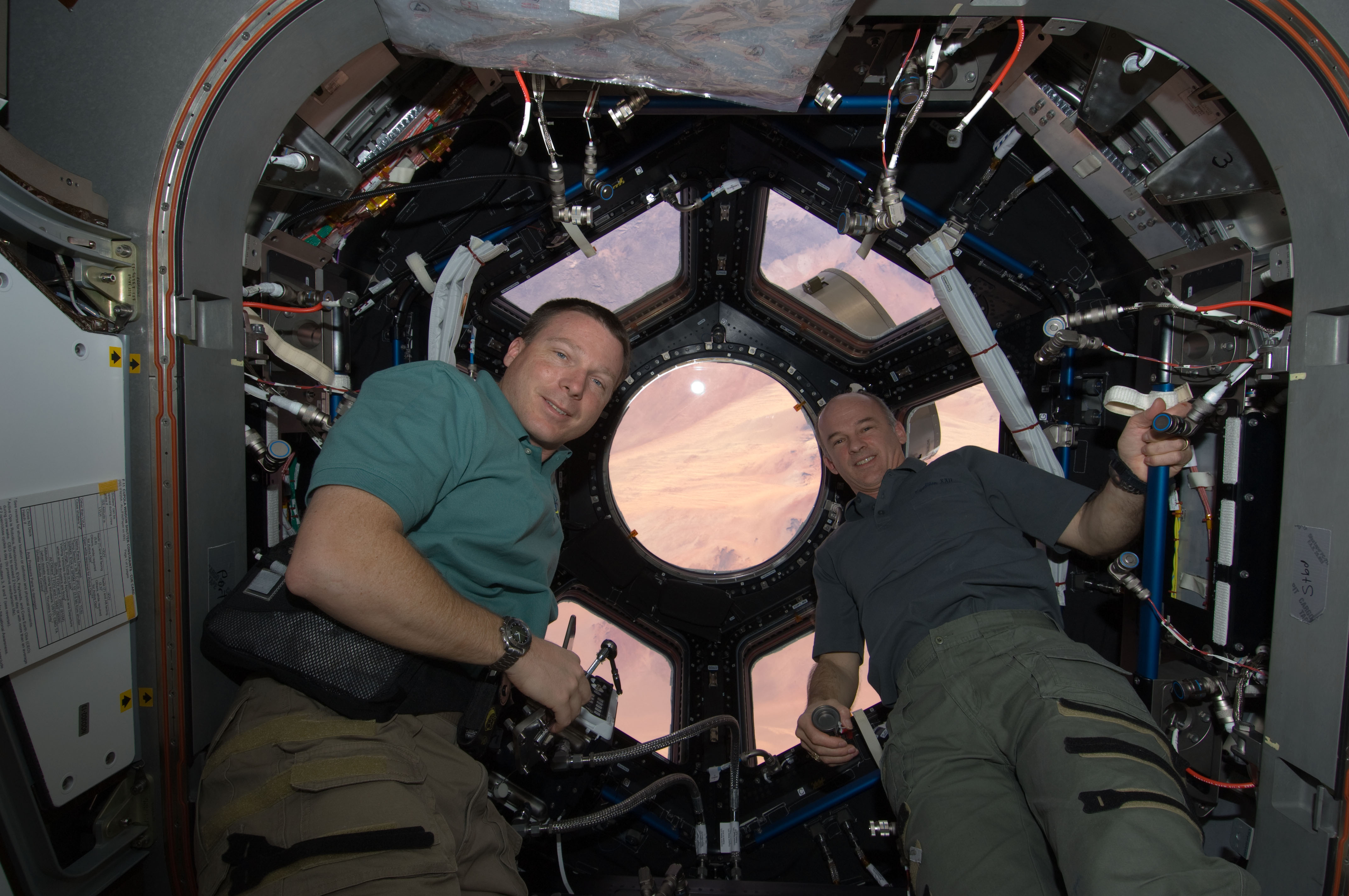
Виртс и Уильямс около «Купола».

Вёртс родился в 1967 году в городе Балтимор, штат Мэриленд, но своим родным считает город Колумбия в том же штате, где в 1985 году окончил среднюю школу. В 1988 году учился во Франции, в Военно-воздушной Академии, по программе обмена студентами военных ВУЗов. Вернувшись в Штаты в 1989 году, получил степень бакалавра по математике в Академии ВВС США. В 1997 году получил степень магистра (аэронавтики) в Университете Аэронавтики Эмбри-Риддла.

## Военная карьера
Получил квалификацию лётчика в 1990 году на базе ВВС Уильямса в Аризоне. После прохождения курса подготовки к пилотированию F-16, получил назначение в 307-ю тактическую истребительную эскадрилью на базе ВВС Хоумстред во Флориде, где служил пилотом F-16. После того, как в 1992 году ураган Эндрю разрушил базу ВВС Хоумстред, его эскадрилия была переведена на базу ВВС Муди в Джорджии. С 1993 по 1994 год служил в 36-й истребительной эскадрильи, дислоцированной на базе ВВС Осам (Osan Air Base) в Южной Корее. Принимал участие в ночных полётах на сверхмалых высотах. С 1995 по 1998 год служил в 22-й истребительной эскадрильи, дислоцированной на базе ВВС Шпангдалем в Германии. Принимал участие в боевых вылетах по подавлению ПВО Ирака. Совершил 45 боевых вылетов. В 1997 году зачислен в школу лётчиков-испытателей ВВС на базе ВВС Эдвардс в Калифорнии, в декабре 1998 года окончил эту школу (класс 98В) и с 1999 года служил лётчиком-испытателем F-16 на базе ВВС Эдвардс.
Общий налёт на 40 типах ЛА составляет более 3 800 часов.

## Воинские звания
В 1989 году получил звание лейтенант ВВС (второго ранга), капитан ВВС США — в 2000 году, майор ВВС США — в 2003 году, подполковник ВВС США. В 2007 году получил звание полковника ВВС США.

## Космическая подготовка
26 июля 2000 года отобран в качестве кандидата в астронавты 18-го набора NASA (для подготовки в качестве пилота шаттла). Прошёл обучение по курсу «Общекосмическая подготовка» (ОКП). Закончив её, получил квалификацию пилота шаттла и назначение в Отделение управления станции Отдела астронавтов. Работал капкомом (отвечал за связь) во время полётов шаттлов STS-115, −116, и −117, и все время работы на борту МКС экипажей с 8 по 15-й. В начале ноября 2008 года появились неофициальные сообщения о его назначении пилотом экипажа шаттла Индевор STS-130, полёт которого в этот момент был назначен на декабрь 2009 года. 5 декабря 2008 года это назначение было официально подтверждено пресс-релизом НАСА № 08-321.

## Космические полёты
Стартовал в космос 8 февраля 2010 года в качестве пилота шаттла «Индевор» STS-130. Основная цель полёта — стыковка с Международной космической станцией (МКС) (10 февраля) и доставка модулей «Транквилити» («Спокойствие») и «Купол». 22 февраля шаттл приземлился в Космическом центре имени Кеннеди на мысе Канаверал. Продолжительность полёта составила 13 суток 18 часов 06 минут.
Второй раз стартовал 24 ноября 2014 года в качестве бортинженера космического корабля «Союз ТМА-15М». Вернулся 11 июня 2015 года. Продолжительность полёта 199 дней 16 часов 42 минут.

## Мнение о российских космонавтах
В 2025 году, в интервью «Радио Свобода», Терри Вёртс призвал сократить совместные миссии с Россией на МКС. «Сотрудничать с русскими на МКС – это все равно что отправиться в арктическую экспедицию с нацистами в 1943 году», – сказал он. Он был шокирован радостью российского космонавта Антона Шкаплерова, находившегося на МКС вместе с ним, когда российские войска захватили Крым. Также его беспокоили трое других космонавтов, с которыми он летал в космос, – Александр Самокутяев, Максим Сураев и Елена Серова, ставшие депутатами Госдумы от партии «Единая Россия». «Знаете, я любил русский язык, людей и русскую кухню. Я думал, что космическая станция может стать отличным примером сотрудничества, а не конфликта. А тут они [российские космонавты] поддерживают самую жестокую, откровенно отвратительную с моральной точки зрения войну. И это было очень больно. Я чувствовал себя преданным», – сказал Вёртс в интервью.

## Награды
Имеет награды — Медаль похвальной службы (США), Воздушная медаль (США), Медаль «За космический полёт» (НАСА).

## Семья
Женат на Стеси Хилл, у них двое детей. Увлечения — бег, мотоциклетный спорт, плавание, подводное плавание.